# Брансвік (переписна місцевість, Мен)
Брансвік (англ. Brunswick) — переписна місцевість (CDP) в США, в окрузі Камберленд штату Мен. Населення — 17 033 особи (2020).

## Географія
Брансвік розташований за координатами 43°53′9″ пн. ш. 69°59′11″ зх. д. / 43.88583° пн. ш. 69.98639° зх. д. (43.885835, -69.986266).  За даними Бюро перепису населення США в 2010 році переписна місцевість мала площу 41,60 км², з яких 37,58 км² — суходіл та 4,02 км² — водойми.

## Демографія
Згідно з переписом 2010 року, у переписній місцевості мешкало 15 175 осіб у 6498 домогосподарствах у складі 3468 родин. Густота населення становила 365 осіб/км².  Було 7183 помешкання (173/км²).
Расовий склад населення:
| - 92,9 % — білих - 2,5 % — азіатів - 1,5 % — чорних або афроамериканців - 0,3 % — корінних американців |

До двох чи більше рас належало 2,4 %. Частка іспаномовних становила 2,8 % від усіх жителів.
За віковим діапазоном населення розподілялося таким чином: 17,0 % — особи молодші 18 років, 63,6 % — особи у віці 18—64 років, 19,4 % — особи у віці 65 років та старші. Медіана віку мешканця становила 41,6 року. На 100 осіб жіночої статі у переписній місцевості припадало 87,4 чоловіків;  на 100 жінок у віці від 18 років та старших — 84,4 чоловіків також старших 18 років.
Середній дохід на одне домашнє господарство  становив 69 185 доларів США (медіана — 47 382), а середній дохід на одну сім'ю — 86 381 долар (медіана — 68 156). Медіана доходів становила 45 147 доларів для чоловіків та 42 161 долар для жінок. За межею бідності перебувало 12,5 % осіб, у тому числі 12,8 % дітей у віці до 18 років та 6,3 % осіб у віці 65 років та старших.
Цивільне працевлаштоване населення становило 7563 особи. Основні галузі зайнятості: освіта, охорона здоров'я та соціальна допомога — 34,7 %, роздрібна торгівля — 13,8 %, мистецтво, розваги та відпочинок — 12,2 %.